# Tretten
Tretten är en tätort och kyrkby i Innlandet fylke i Norge. Orten ligger i Gudbrandsdalen, vid Europaväg 6, Dovrebanan och älven Gudbrandsdalslågen. Här finns Trettens kyrka.

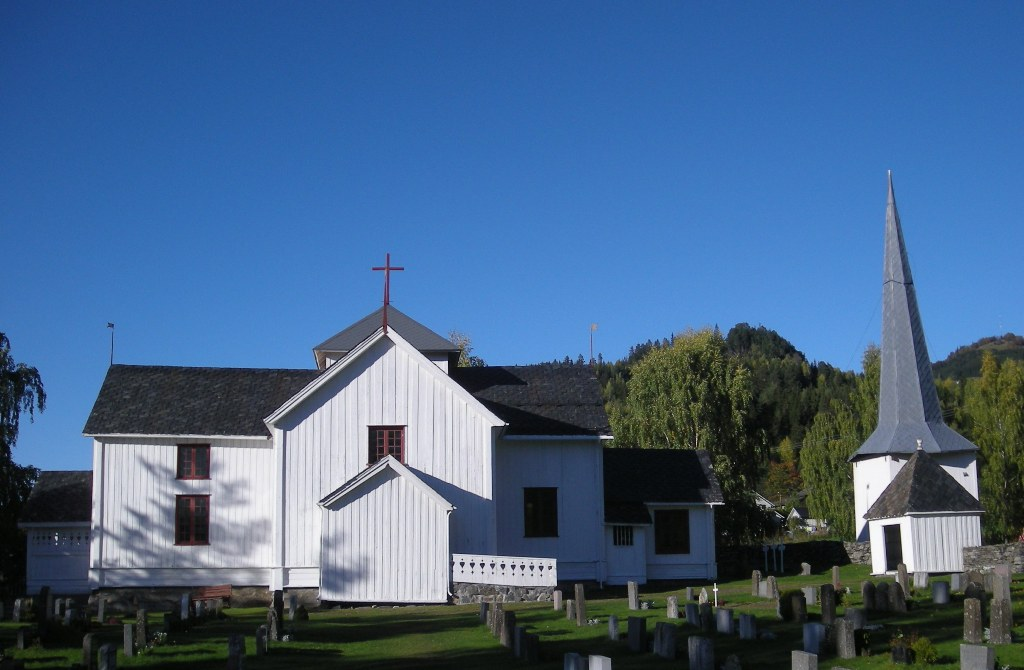
Trettens kyrka.